# Oligomantis mentaweiana
Oligomantis mentaweiana es una especie de mantis de la familia Hymenopodidae.

## Distribución geográfica
Se encuentra en Islas Mentawai.